# 边缘行者
《边缘行者》是一部2022年中國大陆和香港合拍的動作犯罪片，由黃明昇導演，任賢齊、任達華、方中信、譚耀文及吳卓羲領銜主演，陳國坤、林曉峰、河國榮、尹揚明及朱鑑然主演，洪金寶友情演出，林嘉欣、曾江、張兆輝、陳煒及關禮傑特別演出。本片定檔2022年4月15日中國内地上映，并于4月2日晚间、4月3至5日下午至晚间点映。

## 劇情
1997年香港回歸前夕，多方勢力矛盾激化，暴力事件頻傳。巨變當前，黑幫龍頭林耀昌（任達華 飾）對親信阿駱（任賢齊 飾）委以幫派重任。多重身份的阿駱在黑白邊緣行走，一場除暴行動正悄然掀開反殺的序幕……

## 角色介紹

### 新聯盛
| 演員                     | 角色   | 關係／暱稱             |
| 任達華                   | 林耀昌 | 新聯盛老大             |
| 任賢齊 (粵語配音:歐錦棠) | 駱志明 | 警方卧底 遊走黑白兩道  |
| 譚耀文                   | 阿添   | 性格火爆，有生意头脑   |
| 陳國坤                   | 辉煌   | 最讲忠义，最黑社会     |
| 林曉峰                   | 算爆   | 为人直爽，讲义气       |
| 吳卓羲                   | 何家驹 | 算爆小弟，警方卧底     |
| 洪金寶                   | 金爺   | 社團叔父，前新聯盛老大 |
| 尹揚明                   | 千叔   | 社團叔父               |
| 江富強                   | 威哥   | 社團叔父               |
| 張文傑                   | 山七   | 阿添小弟               |
| 羅浩銘                   | 阿翔   | 辉煌小弟               |
| 羅孝勇                   | 沙皮   |                        |

### 皇家香港警察
| 演員   | 角色   | 關係／暱稱                                                                      |
| 方中信 | 程國斌 | 有组织罪案及三合会调查科警司→毒品调查科总督察                                   |
| 张兆辉 | 羅宗倫 | 有组织罪案及三合会调查科高級警司 程国斌之上级，骆志明之卧底联络员，被大卡车撞死 |
| 關禮傑 | 關Sir  | 有组织罪案及三合会调查科总警司 罗宗伦，程国斌之上级                             |
| 河国荣 | 理查德 | 政治部总警司                                                                    |
| 古天祥 | Carlos | 政治部探員 理查德之下屬                                                         |
| 黎澤恩 | Ronny  | 政治部探員 理查德之下屬                                                         |

### 其他角色
| 演員   | 角色   | 關係／暱稱             |
| 曾江   |        | 太平紳士               |
| 盧惠光 | 查瑪南 | 泰國毒販               |
| 劉錫賢 | 高大哥 | 翻譯                   |
| 林嘉欣 | 嘉琪   | 咖啡店老闆             |
| 陳煒   |        | 羅宗倫妻，曾任職政治部 |
| 何華超 |        | 會計                   |
| 許希兒 |        | 小妹妹                 |

## 獎項
| 年份 | 頒獎典禮               | 獎項       | 入圍者 | 結果 |
| ---- | ---------------------- | ---------- | ------ | ---- |
| 2023 | 第十五屆澳門國際電影節 | 最佳男配角 | 方中信 | 提名 |

## 外部連結
- 豆瓣电影上《边缘行者》的資料 （简体中文）
- 互联网电影数据库（IMDb）上《邊緣行者》的资料（英文）
- 香港影庫上《边缘行者》的資料（繁體中文）
- 1905电影网上《边缘行者》的资料（简体中文）
- 爱奇艺官方播放链接